# Cryphia albomaculata
Cryphia albomaculata là một loài bướm đêm trong họ Noctuidae.